# Slammiversary 10
Slammiversary 10 è stata l'ottava edizione del pay-per-view prodotto dalla Total Nonstop Action Wrestling (TNA). L'evento si è svolto il 10 giugno 2012 nell'College Park Center di Arlington in Texas.

## Arca della gloria
In questa edizione di Slammiversary è stata data la notizia dell'introduzione nell'nell’Arca della gloria di Sting che al successivo Bound for Glory verrà introdotto nella TNA Hall of Fame, l'istituzione del wrestling professionistico dedicato ai lottatori che sono ricordati come i migliori nella storia di Impact Wrestling.

## Risultati
Nell'incontro con James Storm termina la striscia di imbattibilità di Crimson che durava da 470 giorni.
| # | Risultati | Stipulazioni                                                                                     | Durata |
| - | --- | ------------------------------------------------------------------------------------------------ | ------ |
| 1 | Austin Aries ha sconfitto Samoa Joe                                                                             | Single match per il titolo TNA X Division Championship                                           | 11:44  |
| 2 | Hernandez ha sconfitto Kid Kash                                                                                 | Single match                                                                                     | 05:50  |
| 3 | Devon e Garett Bischoff hanno sconfitto Robbie E e Robbie T                                                     | Tag team match                                                                                   | 05:55  |
| 4 | Mr. Anderson ha sconfitto Rob Van Dam e Jeff Hardy                                                              | Fatal three-way match per diventare il #1 contender al titolo TNA World Heavyweight Championship | 11:22  |
| 5 | James Storm ha sconfitto Crimson                                                                                | Single match                                                                                     | 02:07  |
| 6 | Miss. Tessmacher ha sconfitto Gail Kim (c)                                                                      | Singles match per il titolo TNA Women's Knockout Championship                                    | 07:16  |
| 7 | Joseph Park ha sconfitto Bully Ray                                                                              | No disqualification match                                                                        | 10:20  |
| 8 | A.J. Styles e Kurt Angle hanno sconfitto i Bad Influence (Christopher Daniels e Kazarian) (c) per sottomissione | Tag team match per il titolo TNA World Tag Team Championship                                     | 14:20  |
| 9 | Bobby Roode (c) ha sconfitto Sting                                                                              | Singles match per il titolo TNA World Heavyweight Championship                                   | 12:09  |
|   | (c) = campione in carica al momento dell'inizio del match                                                       |                                                                                                  |        |